# つるうちはな
つるうちはな（1983年7月9日 - ）は、日本のシンガーソングライター。東京都新宿区出身。楽曲のリリースやライブ活動の他、他アーティストやCM等への楽曲提供、音楽プロデューサー、サポート・ミュージシャンとして活動している。本名は「靏内はな（読みは同じ）」。

## 略歴
横浜、香港を経て東京で育つ。3歳よりピアノを弾き始め、中学生までクラシックピアノのレッスンを続ける。中学校時代にJUDY AND MARYのライブに出会いポップスに目覚め、16歳でオリジナル曲を中心としたバンド「水色スピーカー」を結成し、ライブ活動（251、下北沢SHELTER、グッドマン等）をスタート。
その後しばらく活動を休止した後、「はなちん」の名で四谷天窓でのピアノ弾き語りを中心に活動再開。この頃より自主制作アルバムを作り始め、『ミクロコズム』『思春期』を発表。その後、阿部虎（ユウテラス）と共にドラム・ピアノの異色ユニット「家出ノススメ」を結成し、同名の自主制作アルバムを発表している。

### 2006年 - 2015年
2006年4月、「はなちん」から現行の「つるうちはな」に改名し、10月4日、ユウテラスの爽遊、ガガガSPのコザック前田との出会いの中で製作されたインディーズアルバム『メロディー』を初めて全国発売する。アルバム内の「サタニティーマーチ」はiTunes Storeの「今週のシングル」に選ばれている。
2007年7月、太田成義、中島宰（TEMPLETAIL）、カワバタフミナリ（OVERTONE701）をサポートメンバーに迎えて活動を行なう。
2008年1月23日、1stシングル「あたしバカ/恋愛」とミニアルバム『DAY GIRL』を全国発売。6月14日より公開された奥秀太郎監督映画作品『ドモ又の死』に、音楽と出演を兼ね参加している。
2009年9月30日、前作『DAY GIRL』から一年半ぶりのニューアルバム『HIGH LIFE』を配信限定で発売。ここ一年のライブアンケートの中で特に人気の5曲を揃えた、「つるうちはな」のカタログ的アルバムとなっている。この時点のサポートメンバーは、ギターが太田成義（ex.TEMPLE TAIL / ex.DOG HAIR DRESSERS）、ベースがさとうしゅうさく（ex.KELUN / ex.FREENOTE）、ドラムスが石田善隆（ex.TEMPLE TAIL / ex.fragile rocking chair）。
2010年に原点の弾き語りに一旦回帰し、次のアルバムの制作に入る。
2011年5月、自身で監督、制作を手がけたPVシリーズを公開。このうち「I AM ア 人間」を「出れんの!?サマソニ!?」オーディションに応募し、投票圏外からの抜擢でSUMMER SONIC 2011への出演が決定する。又、審査員賞をダブル受賞（湯浅篤賞・磯貝サイモン賞）。
2012年1月11日、自身初のフルアルバム『つるうちはな』を発表。iTunes、Amazon Music、レコチョク、タワーレコード等で発売。また、収録曲の一部は、YouTubeにてMVも配信されている。

### 2016年 - 現在
2016年3月にアーティスト・スタッフ全員女性というレーベル「花とポップス」を発足、自身がプロデュースを手がける女性ミュージシャンらと共に、シングル「あいゆうえにい」を全国発売。
2018年12月2日、自身のTwitterにて2009年に活動開始から20年弱にしてメジャーデビューすることが発表された。
2019年5月22日、日本コロムビアよりメジャー・デビューに先立ち、「おまじないを君に」が配信リリースされ10月23日、メジャー・デビュー・アルバム『サルベージ』を発売。

## プロデュース・楽曲提供
- Chaki（ex.SDN48）（プロデュース・楽曲提供）
- あーた （プロデュース）
- Hauptharmonie （楽曲提供）
- あヴぁんだんど（楽曲提供）
- Nakanoまる（クリエイティブディレクター）
- マシュマロ3D（楽曲提供）
- かなまる（楽曲提供）

## サポート
- シュノーケル（2015年〜）
- 瞳みのる（元ザ・タイガース）

## タイアップ
- 「アミュレット」テーマソング
- 丸永製菓「白くま」CM歌唱
- 京都銀行 CM歌唱
- アツギ CMソング
  - 「柄、じゃない?」作詞・作曲（歌唱は最上もが）[9]
  - 「してみタイッ!」作詞・作曲（歌唱は最上もが）[10]